# Bolitoglossa aureogularis
Bolitoglossa aureogularis is een salamander uit de familie longloze salamanders (Plethodontidae). De soort werd voor het eerst wetenschappelijk beschreven door Eduardo Boza-Oviedo, Sean Michael Rovito, Gerardo Chaves, Adrián García-Rodríguez, Luis Guillermo Artavia, Federico Bolaños en David Burton Wake in 2012.

## Uiterlijke kenmerken
Bolitoglossa aureogularis kenmerkt zich door een roodbruin tot geel gekleurd lichaam met zwarte flanken en felgeel onder zijn kin, waaraan de soort de wetenschappelijke soortaanduiding aureo(-)gularis ('gouden keel') dankt. Dit dier is slank gebouwd en bereikt een lichaamslengte van 49 millimeter. De staart wordt als grijporgaan gebruikt bij het voortbewegen.

## Verspreiding en habitat
De salamander komt voor in delen van Midden-Amerika en leeft endemisch in Costa Rica. Bolitoglossa aureogularis werd in 2008 voor het eerst waargenomen tijdens een expeditie in de Cordillera de Talamanca in het Internationaal park La Amistad. Er zijn exemplaren bekend van twee locaties in het gebied rondom de Coen-rivier, op hoogtes tussen de 1680 en 2100 meter boven zeeniveau aan de Caribische zijde van de bergketen. Bolitoglossa aureogularis leeft onder de wortels en op de bladeren van bromelia-planten. In 2012 werd de wetenschappelijke beschrijving gepubliceerd, samen met die van vier andere salamandersoorten die tijdens dezelfde expeditie waren ontdekt.